# Jean-Marc Delia
Pour les articles homonymes, voir Delia.
Jean-Marc Delia, né le 2 mars 1967, est un homme politique français.

## Biographie
En 2008, il est élu maire de Saint-Vallier-de-Thiey.
En 2011, il est élu conseiller général du canton de Saint-Vallier-de-Thiey,,.
Il est élu 1er vice-président de la communauté d'agglomération du Pays de Grasse.
En 2021, il est élu au conseil régional de Provence-Alpes-Côte d'Azur.
À la suite de la nomination de Philippe Tabarot au gouvernement, il devient sénateur des Alpes-Maritimes.